# 마리오 젠타
마리오 젠타(이탈리아어: Mario Genta ˈmaːrjo ˈdʒɛnta[*]; 1912년 3월 1일, 피에몬테 주 토리노 ~ 1993년 1월 9일, 리구리아 주 제노바)는 이탈리아의 전 축구 선수로, 현역 시절 미드필더로 활약했다.

## 클럽 경력
토리노 출신인 젠타는 1930년대에 유벤투스, 프라토, 그리고 제노아 등 이탈리아 유수 구단에서 활약했다. 그는 세리에 A 무대에서 총 223번의 경기에 출전해 6골을 기록했다.

## 국가대표팀 경력
이탈리아 국가대표팀 일원으로 참가한 1938년 월드컵에 젠타는 후보군으로 선택되어 정상에 올랐다. 그는 이후 1939년에 현역 경기를 2번 더 뛰었다.

## 수상

### 클럽
유벤투스
- 세리에 A: 1932–33

제노아
- 코파 이탈리아: 1936–37

프라토
- 세리에 C: 1948–49

### 국가대표팀
이탈리아
- 월드컵: 1938